# Deutsche Badmintonmeisterschaft 2023
Die Deutsche Badmintonmeisterschaft 2023 fand vom 2. bis zum 5. Februar 2023 in der Seidensticker Halle in Bielefeld statt. Lediglich Yvonne Li konnte ihren Titel verteidigen. Es war die 71. Auflage der Titelkämpfe.

## Medaillengewinner
| Disziplin    | Gold                                                                         | Silber                                                           | Bronze                                                                         |
| ------------ | ---------------------------------------------------------------------------- | ---------------------------------------------------------------- | ------------------------------------------------------------------------------ |
| Herreneinzel | Matthias Kicklitz (Blau-Weiss Wittorf)                                       | Kai Schäfer (SV Fun-Ball Dortelweil)                             | Max Weißkirchen (1. BC Beuel)                                                  |
| Herreneinzel | Matthias Kicklitz (Blau-Weiss Wittorf)                                       | Kai Schäfer (SV Fun-Ball Dortelweil)                             | Samuel Hsiao (1. BC Wipperfeld)                                                |
| Dameneinzel  | Yvonne Li (SV Fun-Ball Dortelweil)                                           | Ann-Kathrin Spöri (TV Refrath)                                   | Antonia Schaller (1. BC Wipperfeld)                                            |
| Dameneinzel  | Yvonne Li (SV Fun-Ball Dortelweil)                                           | Ann-Kathrin Spöri (TV Refrath)                                   | Miranda Wilson (SG Schorndorf)                                                 |
| Herrendoppel | Mark Lamsfuß (1. BC Wipperfeld) Marvin Seidel (1. BC Wipperfeld)             | Bjarne Geiss (Blau-Weiss Wittorf) Jan Colin Völker (TV Refrath)  | Malik Bourakkadi (TV Refrath) Jones Ralfy Jansen (TV Refrath)                  |
| Herrendoppel | Mark Lamsfuß (1. BC Wipperfeld) Marvin Seidel (1. BC Wipperfeld)             | Bjarne Geiss (Blau-Weiss Wittorf) Jan Colin Völker (TV Refrath)  | Felix Hammes (1. BC Beuel) Christopher Klauer (BC Hohenlimburg)                |
| Damendoppel  | Leona Michalski (TV Refrath) Franziska Volkmann (Blau-Weiss Wittorf)         | Annika Horbach (TSV Trittau) Brid Stepper (1. BC Beuel)          | Annalena Diks (STC Blau-Weiß Solingen) Alicia Molitor (STC Blau-Weiß Solingen) |
| Damendoppel  | Leona Michalski (TV Refrath) Franziska Volkmann (Blau-Weiss Wittorf)         | Annika Horbach (TSV Trittau) Brid Stepper (1. BC Beuel)          | Katharina Altenbeck (1. BV Mülheim) Julia Meyer (1. BV Mülheim)                |
| Mixed        | Patrick Scheiel (Blau-Weiss Wittorf) Franziska Volkmann (Blau-Weiss Wittorf) | Jones Ralfy Jansen (TV Refrath) Linda Efler (1. BC Bischmisheim) | Jan Colin Völker (TV Refrath) Stine Küspert (1. BC Bischmisheim)               |
| Mixed        | Patrick Scheiel (Blau-Weiss Wittorf) Franziska Volkmann (Blau-Weiss Wittorf) | Jones Ralfy Jansen (TV Refrath) Linda Efler (1. BC Bischmisheim) | Jarne Schlevoigt (1. BV Mülheim) Julia Meyer (1. BV Mülheim)                   |

## Herreneinzel
- Philipp Volovnik – Valerian Eckert: 21-9 21-9
- Stefan Meuser – Justin Seibel: 21-16 21-18
- Sandro Kulla – Siad Wolff: 15-21 21-15 21-9
- Lin-Yu Oei – Karl Ferdinand Nagel: 21-18 12-21 21-19
- Tim Armbrüster – Karl Sufryd: 21-12 8-21 21-16
- Florian Kaminski – Steffen Grün: 21-17 21-17
- Johann Höflitz – Alexander Semrau: 21-12 21-14
- René Rother – Benedikt Tausch: 22-20 14-21 21-13
- Felix Hammes – Daniel Seifert: 21-10 21-16
- Christopher Niemann – Florian Otto: 21-18 17-21 22-20
- Tobias Wadenka – Jan Thiele: 21-17 21-10
- Anosch Ali – Eric Teller: 21-12 21-19
- Tim Krämer – Simon Kramer: 21-15 21-5
- Lennart Notni – Milan Bauer: 21-19 24-22
- Matthias Petry – Corvin Schmitz: 21-19 20-22 21-18
- Matthias Kicklitz – Moritz Unz: 21-7 21-12
- Luis Pongratz – Matti-Lukka Bahro: 21-11 21-11
- David Kramer – Kjell Wagener: 21-6 21-14
- Jonathan Dresp – Elias Beckmann: 21-19 22-20
- Jonas Scheller – Marius Meyer: 21-11 21-8
- Christopher Klauer – Fabian Schlenga: 21-10 21-8
- Aaron Sonnenschein – Luca Wiechmann: 21-6 21-5
- Lennart Konder – Jonas Gölz: 21-19 17-21 21-17
- Lucas Bednorsch – Niklas Niemczyk: 21-18 9-21 21-11
- Max Stage – Yannick Haag: 21-13 21-14
- Kai Schäfer – Philipp Volovnik: 21-9 21-8
- Patrick Thöne – Stefan Meuser: 21-14 17-21 21-13
- Brian Holtschke – Sandro Kulla: 15-21 21-17 21-6
- Samuel Hsiao – Florian Kaminski: 21-16 21-8
- Johann Höflitz – René Rother: 22-20 21-17
- Lennart Konder – Lucas Bednorsch: 21-8 14-21 21-19
- Tobias Wadenka – Anosch Ali: 21-16 21-15
- Matthias Kicklitz – Matthias Petry: 21-15 21-11
- Felix Hammes – Christopher Niemann: 21-10 21-13
- Lennart Notni – Tim Krämer: 18-21 21-10 21-13
- David Kramer – Luis Pongratz: 21-14 21-6
- Jonathan Dresp – Fabian Roth: w.o.
- Christopher Klauer – Jonas Scheller: 14-21 21-16 21-14
- Aaron Sonnenschein – Kian-Yu Oei: w.o.
- Lin-Yu Oei – Tim Armbrüster: 21-14 21-16
- Max Weißkirchen – Max Stage: 21-9 19-21 21-13
- Kai Schäfer – Patrick Thöne: 21-16 21-13
- Brian Holtschke – Lin-Yu Oei: 21-11 21-11
- Samuel Hsiao – Johann Höflitz: 21-15 21-5
- Felix Hammes – Tobias Wadenka: 21-16 27-25
- Matthias Kicklitz – Lennart Notni: 21-6 21-10
- Jonathan Dresp – David Kramer: 21-16 21-14
- Aaron Sonnenschein – Christopher Klauer: 21-14 21-15
- Max Weißkirchen – Lennart Konder: 21-7 21-9
- Kai Schäfer – Brian Holtschke: 25-23 21-13
- Samuel Hsiao – Felix Hammes: 21-10 21-18
- Matthias Kicklitz – Jonathan Dresp: 21-15 21-14
- Max Weißkirchen – Aaron Sonnenschein: 26-24 21-19
- Kai Schäfer – Samuel Hsiao: 21-16 13-21 24-22
- Matthias Kicklitz – Max Weißkirchen: 22-20 3-1 Aufgabe
- Matthias Kicklitz – Kai Schäfer: w.o.

## Dameneinzel
- Melina Orth – Luna Marquordt: 14-21 21-12 21-17
- Sophie Reimers – Ramona Zimmermann: 21-9 21-17
- Michelle Kanschik – Lina Eberl: w.o.
- Isabel Scheele – Luca Graupner: 21-14 19-21 23-21
- Maxi Stelzer – Birte Kramer: 21-5 21-11
- Sarah Keo Boun Khoune – Ronja Söller: 21-18 21-19
- Cattareya Paschke – Marija Zolotariova: 21-7 21-19
- Franca Singer – Nina Becker: 22-20 21-17
- Jennifer Löwenstein – Anna-Lena Zorn: 16-21 21-12 21-12
- Emily Rick – Marie Cronenberg: 16-21 21-19 21-14
- Johanna Nöcker – Louisa Marburger: 21-15 21-17
- Nicole Bartsch – Hannah Schiwon: 21-16 16-21 21-15
- Melina Wild – Maren Völkering: 21-19 21-19
- Lara-Sophie Dreessen – Désirée Toepffer: 21-3 21-5
- Ramona Lutz – Katharina Rudert: 19-21 21-11 21-19
- Yvonne Li – Melina Orth: 21-5 21-5
- Annalena Diks – Sophie Reimers: 21-17 21-16
- Alicia Molitor – Michelle Kanschik: 18-21 21-4 21-11
- Lisa Höflitz – Emily Rick: 21-12 21-9
- Brid Stepper – Ella Neve: 21-12 21-5
- Constanze Winnefeld – Ramona Lutz: 21-16 21-11
- Antonia Schaller – Sarah Keo Boun Khoune: 21-8 21-11
- Lena Reder – Cattareya Paschke: 20-22 21-14 21-15
- Marleen Schwabe – Franca Singer: 21-13 21-11
- Fabienne Deprez – Lara-Sophie Dreessen: 21-15 15-21 21-13
- Lena Moses – Isabel Scheele: 21-16 19-21 21-17
- Ann-Kathrin Spöri – Jennifer Löwenstein: 21-11 21-8
- Marina Korsch – Nicole Bartsch: 22-20 21-18
- Florentine Schöffski – Melina Wild: 21-9 21-9
- Meline Zeisig – Maxi Stelzer: 21-17 11-21 21-11
- Miranda Wilson – Johanna Nöcker: 21-16 21-9
- Yvonne Li – Annalena Diks: 21-8 21-4
- Alicia Molitor – Lena Moses: 21-8 21-15
- Brid Stepper – Meline Zeisig: 21-15 21-12
- Antonia Schaller – Lena Reder: 21-13 21-9
- Fabienne Deprez – Marleen Schwabe: 21-11 21-14
- Miranda Wilson – Lisa Höflitz: 21-10 21-9
- Florentine Schöffski – Marina Korsch: 21-8 21-10
- Ann-Kathrin Spöri – Constanze Winnefeld: 21-15 21-12
- Yvonne Li – Alicia Molitor: 21-10 21-12
- Antonia Schaller – Brid Stepper: 21-14 21-17
- Miranda Wilson – Fabienne Deprez: 21-18 17-21 21-16
- Ann-Kathrin Spöri – Florentine Schöffski: 21-18 21-17
- Yvonne Li – Antonia Schaller: 21-4 21-15
- Ann-Kathrin Spöri – Miranda Wilson: 21-16 21-8
- Yvonne Li – Ann-Kathrin Spöri: 21-10 21-7

## Herrendoppel
- Pasquale Czeckay / René Rother – Matti-Lukka Bahro / Moritz Miller: 22-20 17-21 21-16
- Jarne Schlevoigt / Jonathan Rathke – Marcel Goihl / Siad Wolff: 19-21 21-15 21-13
- Tobias Wadenka / Justin Seibel – Wolf-Dieter Papendorf / Yannik Windhorst: 21-13 21-17
- Fabian Schlenga / Tim Armbrüster – Fabian Demtröder / Jan Thiele: 21-18 16-21 21-14
- Sven Falkenrich / Elias Beckmann – Calvin Devereux / Yannick Haag: 21-13 21-9
- Michael Nonn / Thilo Mund – Kevin Dang / Til Gatzsche: 21-17 25-23
- Sebastian Grieser / Johannes Grieser – Jan Santüns / Hendrik Wiedemeier: 21-12 21-19
- Lennart Notni / Johann Höflitz – Fritz Leon Binus / Corvin Schmitz: 14-21 21-11 21-16
- Lin-Yu Oei / Florian Kaminski – Karl Ferdinand Nagel / David Schäfer: 21-14 21-16
- Marvin Seidel / Mark Lamsfuß – Alexander Semrau / Jan Collin Strehse: 21-11 21-8
- René Rother / Pasquale Czeckay – Matthias Petry / Jonas Scheller: 21-12 18-21 21-15
- Alexander Strehse / Daniel Seifert – Simon Kramer / Florian Winniger: 21-13 21-16
- Matthias Kicklitz / Jonathan Dresp – Jonathan Rathke / Jarne Schlevoigt: 21-11 21-18
- Patrick Scheiel / Daniel Hess – Benedikt Tausch / Marco Weese: 21-11 21-15
- Tobias Wadenka / Justin Seibel – Eric Teller / Luca Wiechmann: 21-14 21-6
- Christopher Klauer / Felix Hammes – Oliver Schmidt / Max Stage: 21-11 21-18
- Fabian Schlenga / Tim Armbrüster – Markus Hennes / Florian Reinhold: 21-12 15-21 21-15
- Simon Krax / David Eckerlin – Elias Beckmann / Sven Falkenrich: 21-8 21-13
- Michael Nonn / Thilo Mund – Lucas Bednorsch / Lucas Gredner: 21-10 12-21 21-16
- Jones Ralfy Jansen / Malik Bourakkadi – Holger Herbst / Patrick Thöne: 21-9 21-12
- Niklas Niemczyk / Niclas Lohau – Johann Höflitz / Lennart Notni: 21-19 21-19
- Bennet Peters / Marvin Datko – Steffen Grün / Moritz Unz: 21-8 21-16
- Lin-Yu Oei / Florian Kaminski – Nikolas Diglidis / Tim Krämer: 21-17 21-11
- Jan Colin Völker / Bjarne Geiss – Hannes Blühdorn / Kjell Wagener: 21-12 21-10
- Marvin Seidel / Mark Lamsfuß – Pasquale Czeckay / René Rother: 21-15 21-8
- Matthias Kicklitz / Jonathan Dresp – Daniel Seifert / Alexander Strehse: 21-17 21-15
- Patrick Scheiel / Daniel Hess – Justin Seibel / Tobias Wadenka: 21-14 21-14
- Christopher Klauer / Felix Hammes – Tim Armbrüster / Fabian Schlenga: 21-10 21-15
- Simon Krax / David Eckerlin – Thilo Mund / Michael Nonn: 21-14 21-12
- Jones Ralfy Jansen / Malik Bourakkadi – Johannes Grieser / Sebastian Grieser: 21-10 21-13
- Bennet Peters / Marvin Datko – Niclas Lohau / Niklas Niemczyk: 21-14 21-18
- Jan Colin Völker / Bjarne Geiss – Florian Kaminski / Lin-Yu Oei: 21-15 21-7
- Marvin Seidel / Mark Lamsfuß – Felix Hammes / Christopher Klauer: 21-11 21-8
- Jan Colin Völker / Bjarne Geiss – Malik Bourakkadi / Jones Ralfy Jansen: 27-25 21-15
- Marvin Seidel / Mark Lamsfuß – Jonathan Dresp / Matthias Kicklitz: 21-6 21-7
- Christopher Klauer / Felix Hammes – Daniel Hess / Patrick Scheiel: 14-21 26-24 21-18
- Jones Ralfy Jansen / Malik Bourakkadi – David Eckerlin / Simon Krax: 21-9 21-14
- Jan Colin Völker / Bjarne Geiss – Marvin Datko / Bennet Peters: 21-18 21-14
- Marvin Seidel / Mark Lamsfuß – Bjarne Geiss / Jan Colin Völker: 21-15 21-12

## Damendoppel
- Antonia Remakulus / Alena Krax – Jule Alberts / Finja Rosendahl: 21-17 21-14
- Ina Vermaßen / Sarah Pinnen – Franca Singer / Ronja Söller: 21-10 21-13
- Louisa Marburger / Nina Becker – Sophie Heidebrecht / Julia Lüttgen: 21-15 21-14
- Amelie Schröder / Lena Moses – Linda Efler / Isabel Lohau: w.o.
- Leonie Zuber / Melina Orth – Katrin Haupt / Désirée Toepffer: 21-9 21-11
- Melina Wild / Jennifer Löwenstein – Marleen Schwabe / Meline Zeisig: 21-18 21-16
- Julia Meyer / Katharina Altenbeck – Maxi Stelzer / Theresa Wurm: 21-18 21-10
- Brid Stepper / Annika Horbach – Lena Seibert / Paloma Wich: 21-8 21-5
- Katharina Rudert / Ella Neve – Svantje Gottschalk / Malin Risse: 22-20 16-21 21-13
- Elina Sonnenschein / Cara Siebrecht – Samira Shiw Gobin / Maren Völkering: 21-12 22-20
- Antonia Remakulus / Alena Krax – Michelle Beecken / Hannah Berge: 21-15 17-21 21-9
- Ina Vermaßen / Sarah Pinnen – Nicole Bartsch / Lisa Höflitz: 21-13 21-14
- Anna Mejikovskiy / Amelie Lehmann – Birte Ditzen / Nadine Rahmel: 21-11 21-18
- Ramona Zimmermann / Lena Reder – Maren Homölle / Emily Rick: 21-13 21-11
- Alicia Molitor / Annalena Diks – Luna Marquordt / Ida Scharsitzke: 21-6 21-10
- Ramona Lutz / Fabienne Deprez – Nina Becker / Louisa Marburger: 21-16 21-12
- Sophie Reimers / Michelle Kanschik – Luca Graupner / Hannah Schiwon: 21-14 21-17
- Lena Fischer / Nadine Cordes – Pheline Krüger / Nina Schäfer: 21-17 21-18
- Franziska Volkmann / Leona Michalski – Chiara Geiger / Isabel Scheele: 21-7 21-6
- Leonie Zuber / Melina Orth – Lena Moses / Amelie Schröder: 21-17 17-21 21-13
- Julia Meyer / Katharina Altenbeck – Jennifer Löwenstein / Melina Wild: 21-15 23-21
- Brid Stepper / Annika Horbach – Ella Neve / Katharina Rudert: 21-16 21-14
- Elina Sonnenschein / Cara Siebrecht – Alena Krax / Antonia Remakulus: 21-10 21-13
- Anna Mejikovskiy / Amelie Lehmann – Sarah Pinnen / Ina Vermaßen: 21-18 13-21 21-16
- Alicia Molitor / Annalena Diks – Lena Reder / Ramona Zimmermann: 21-12 21-11
- Ramona Lutz / Fabienne Deprez – Michelle Kanschik / Sophie Reimers: 21-15 21-16
- Franziska Volkmann / Leona Michalski – Nadine Cordes / Lena Fischer: 21-7 21-8
- Brid Stepper / Annika Horbach – Katharina Altenbeck / Julia Meyer: 19-21 22-20 21-17
- Franziska Volkmann / Leona Michalski – Annalena Diks / Alicia Molitor: 21-18 22-20
- Julia Meyer / Katharina Altenbeck – Melina Orth / Leonie Zuber: 21-12 21-12
- Brid Stepper / Annika Horbach – Cara Siebrecht / Elina Sonnenschein: 21-13 21-16
- Alicia Molitor / Annalena Diks – Amelie Lehmann / Anna Mejikovskiy: 19-21 21-16 21-9
- Franziska Volkmann / Leona Michalski – Fabienne Deprez / Ramona Lutz: 21-14 21-15
- Franziska Volkmann / Leona Michalski – Annika Horbach / Brid Stepper: 15-21 21-12 21-9

## Mixed
- Marcel Goihl / Maren Homölle – Calvin Devereux / Désirée Toepffer: 21-17 21-14
- Malte Laibacher / Lena Fischer – Matti-Lukka Bahro / Louisa Marburger: 21-15 21-13
- Florian Winniger / Ramona Zimmermann – Tim Steger / Catharina Steger: 21-19 21-18
- Thilo Mund / Sarah Pinnen – Frederick Loetzke / Leonie Zuber: 11-21 21-13 21-16
- Johann Höflitz / Lisa Höflitz – Marius Meyer / Lena Moses: 21-13 21-17
- Nils Wackertapp / Melina Orth – Jonas Burger / Paloma Wich: 21-13 21-15
- Simon Krax / Cara Siebrecht – Marco Weese / Ronja Söller: 21-11 21-8
- David Eckerlin / Amelie Lehmann – Kevin Dang / Annalena Diks: 21-17 21-11
- Jonas Scheller / Theresa Wurm – Jan Collin Strehse / Katharina Mumm-Rothhardt: 21-15 22-20
- Til Gatzsche / Anna Mejikovskiy – Frieder Tausch / Chiara Geiger: 21-8 21-11
- Milan Bauer / Marie Cronenberg – Lennart Notni / Nicole Bartsch: 22-24 21-18 21-9
- Niklas Niemczyk / Katja Brosch – Fabian Schlenga / Lena Reder: 21-18 23-21
- David Kramer / Melina Wild – Michael Nonn / Antonia Remakulus: 21-16 21-9
- Florian Otto / Pheline Krüger – Mark Lamsfuß / Isabel Lohau: w.o.
- Philipp Euler / Constanze Winnefeld – Marcel Goihl / Maren Homölle: 21-11 21-18
- Malte Laibacher / Lena Fischer – Alexander Strehse / Annika Horbach: 21-13 17-21 21-19
- Jarne Schlevoigt / Julia Meyer – Florian Winniger / Ramona Zimmermann: 21-17 21-13
- Patrick Scheiel / Franziska Volkmann – Thilo Mund / Sarah Pinnen: 21-5 21-11
- Simon Kramer / Jennifer Löwenstein – Niklas Niemczyk / Katja Brosch: 19-21 21-14 21-12
- Christopher Klauer / Alicia Molitor – Johann Höflitz / Lisa Höflitz: 21-17 21-13
- Brian Holtschke / Yvonne Li – Sebastian Remus / Romina Plöger: 21-7 21-7
- Simon Krax / Cara Siebrecht – Markus Hennes / Lena Seibert: 21-16 21-16
- David Eckerlin / Amelie Lehmann – Lucas Gredner / Nadine Cordes: 21-16 21-10
- Jonas Scheller / Theresa Wurm – Jonathan Rathke / Katharina Altenbeck: 17-21 22-20 21-15
- Jan Colin Völker / Stine Küspert – Til Gatzsche / Anna Mejikovskiy: 21-8 21-12
- Daniel Seifert / Marina Korsch – Milan Bauer / Marie Cronenberg: 21-12 21-18
- Malik Bourakkadi / Leona Michalski – David Kramer / Melina Wild: 21-8 21-9
- Yannik Windhorst / Maren Völkering – Nils Wackertapp / Melina Orth: 21-7 21-16
- Jones Ralfy Jansen / Linda Efler – Tobias Unverferth / Michelle Kanschik: 21-9 21-10
- Jarne Schlevoigt / Julia Meyer – Malte Laibacher / Lena Fischer: 21-12 21-11
- Brian Holtschke / Yvonne Li – Christopher Klauer / Alicia Molitor: 17-21 21-15 21-15
- Simon Krax / Cara Siebrecht – David Eckerlin / Amelie Lehmann: 21-18 12-21 21-11
- Jan Colin Völker / Stine Küspert – Jonas Scheller / Theresa Wurm: 21-14 21-11
- Florian Otto / Pheline Krüger – Philipp Euler / Constanze Winnefeld: 13-21 21-19 21-19
- Patrick Scheiel / Franziska Volkmann – Simon Kramer / Jennifer Löwenstein: 21-9 21-15
- Malik Bourakkadi / Leona Michalski – Daniel Seifert / Marina Korsch: 21-15 21-23 21-12
- Jones Ralfy Jansen / Linda Efler – Yannik Windhorst / Maren Völkering: 21-11 21-14
- Jarne Schlevoigt / Julia Meyer – Florian Otto / Pheline Krüger: 21-7 21-10
- Patrick Scheiel / Franziska Volkmann – Brian Holtschke / Yvonne Li: 21-19 19-21 21-16
- Jan Colin Völker / Stine Küspert – Simon Krax / Cara Siebrecht: 21-11 21-17
- Jones Ralfy Jansen / Linda Efler – Malik Bourakkadi / Leona Michalski: 21-9 21-12
- Patrick Scheiel / Franziska Volkmann – Jarne Schlevoigt / Julia Meyer: 21-15 22-20
- Jones Ralfy Jansen / Linda Efler – Jan Colin Völker / Stine Küspert: 19-21 21-13 21-19
- Patrick Scheiel / Franziska Volkmann – Jones Ralfy Jansen / Linda Efler: 14-21 21-14 21-17